# Тил, Джордж Мак-Колл
Джордж Мак-Колл Тил (англ. George McCall Theal; 11 апреля 1837, Сент-Джон (Нью-Брансуик), Канада — 17 апреля 1919, Винберг пригород Кейптауна, Капская провинция) — видный британский историк Южной Африки, архивист и генеалог.

## Биография
Канадец по происхождению. Сын врача. Рано ушёл из дома, плавал со своим дядей, капитаном Ливиттом, жил в Соединенных Штатах и Сьерра-Леоне, прежде чем в 1870 г. эмигрировать в Южную Африку. Там он стал учителем, но вскоре перешел к журналистике, издательскому делу, безуспешно пробовал участвовать в добыче алмазов.
В 1875 году в Лавдейлской миссии преподавал историю, географию, английскую грамматику и историю религии, а также отвечал за издательский отдел миссии.
До 1877 г. работал в Лавдейлской миссии (восточная провинция Капской колонии).
В 1877—1878 гг. был чиновником департамента по делам туземцев Капской колонии. С 1879 г. — хранитель архивов, с 1891 г. — официальный историограф Капской колонии.

## Научная деятельность
В южно-африканских архивах, а также в архивах стран Западной Европы собирал материал по истории Южной Африки. Автор первой многотомной истории Южной Африки, охватывающей период с 1486 г. до конца XIX века, а также ряда других работ по южноафриканской истории.
Опубликовал 35 томов архивных документов Капской колонии и 9 томов документов по истории Юго-Восточной Африки. По многим проблемам южноафриканской истории трактовка Тила сохраняется в официальной историографии ЮАР. Рассматривая, главным образом, историю «белого человека» в Южной Африке, он собрал всё же значительный материал и по истории коренного населения.
Автор ряда работ по иммиграции буров, а также фольклору на языке кхоса, одном из официальных языков ЮАР, на котором ныне говорят около 7,9 миллиона человек (около 18 % населения страны).
Его страсть к историческим исследованиям выявила массу неизвестных или забытых документов, имеющих большую ценность, но его работы перегружены деталями и не всегда беспристрастны. 
Тил был удостоен звания почётного доктора Кейптаунского университета в 1899 году. Ранее он был удостоен звания доктора права Королевского университета в Кингстоне, Канада.

## Избранные публикации
- South Africa As It Is (1871)
- Compendium of the History and Geography of South Africa. E. Stanford. 1878.
- Kaffir Folk-Lore: Selection from the Traditional Tales. Library of Alexandria. ISBN 978-1-4655-1735-7.
- Chronicles of Cape Commanders, Or an Abstract of Original Manuscripts in the Archives of the Cape Colony, Dating from 1651 to 1691 … Richards. 1882.
- Basutoland Records (3 vols. 1883 Cape Town)
- Boers and Bantu: A History of the Wanderings and Wars of the Emigrant Farmers from Their Leaving the Cape Colony to the Overthrow of Dingan. 1886. ISBN 978-1-4077-6430-6.
- A Fragment of Basuto History, 1854 to 1871. Cape Town. 1886. ISBN 978-1-103-37604-9.
- The Republic of Natal (1886)
- History of the Emigrant Boers in South Africa. 1877. ISBN 978-1-166-66908-9.
- History of South Africa (5 vols. 1889—1900)
- Geslacht-Register Der Oude Kaapsche Familien. [Edited by G.M. Theal.]. Kaapstad. 1893. with C.C. de Villiers
- The Portuguese in South Africa (1896)
- Belangrijke Historische Documenten (3 vols. 1896—1911, Cape Town)
- Large number of documentary publications (1897—1905, London)
- Records of the Cape Colony 1793—1831 Copied for the Cape Government, from the Manuscript Documents I. BiblioBazaar. August 2009. ISBN 978-1-113-46059-2. (36 vols.)
- Records of South-Eastern Africa (9 vols. 1898—1903)
- History and Ethnography of Africa South of the Zambesi: From the Settlement of the Portuguese at Sofala in September 1505 to the Conquest of the Cape Colony by the British in September 1795. Allen & Unwin. 1907.
- The Yellow and Dark-Skinned People of Africa South of the Zambezi: a Description of the Bushmen, the Hottentots, and Particularly the Bantu, with Fifteen Plates and Numerous Folklore Tales of These Different People. Swan Sonnenschein & Company. 1910.
- Willem Adriaan Van Der Stel, and Other Historical Sketches. Cape Town: T.M. Miller. 1913.
- Documents Relating to the Kaffir War of 1835: Arranged and Seen Through the Press. Published for the Government of the Union of South Africa. 1912.
- Catalogue of Books and Pamphlets relating to Africa south of the Zambesi in the Collection of George McCall Theal (1912)
- South Africa — Story of the Nations Series (1917, first edition in 1894)
- Ethnography and Condition of South Africa before AD 1505 (1st of 11 vols. 1919)
- History of South Africa from 1873 to 1884: Twelve eventful Years (vols. 10 & 11, 1919)